# Champereia
Champereia, monotipski biljni rod iz Azije, dio je porodice Opiliaceae.
C. manillana je vazdazeleni grm ili manje stablo, od 4 do 8 metara visine, a može ponekad izrast i do 20 metara visine. Raste na visinama od razine mora pa do 1 600 metara, često po zimzelenoj i suhoj monsunskoj šumi.
Cvate i daje plodove tijekom cijele godine. Mladi listovi i plodovi jedu se kao povrće, a ima ljekovita svojstva. istucani listovi i korijen koristi se protiv čira, a kuhani korijen protiv reume.
Rod je opisan 1843.

## Podvrste
- Champereia manillana var. longistaminea (W.Z.Li) H.S.Kiu; Kina
- Champereia manillana var. manillana; Tajvan, Inokina, Borneo, Sumatra, Nova Gvineja, i drugi otoci

## Sinonimi
- Govantesia Llanos
- Nallogia Baill.
- Yunnanopilia C.Y.Wu & D.Z.Li
- Cansjera manillana Blume
- Opilia manillana (Blume) Baill.